# Dacia Duster
El Dacia Duster (también denominado Renault Duster) es un Crossover del segmento B, producido y comercializado conjuntamente por el fabricante Francés Renault y su filial rumana Dacia desde 2010. Se comercializa como Renault Duster en ciertos mercados como América Latina, Rusia, Ucrania, Medio Oriente, India, Sudáfrica y Nueva Zelanda. Fue presentado oficialmente el 8 de diciembre de 2009, estando disponible para la venta desde el 18 de marzo de 2010, y está basado en la Plataforma B0, común entre los coches de baja gama de la Renault-Nissan, Lada y Dacia. Renault Duster fue nombrado "Mejor coche en 2011" premio Autobest en 15 países de Europa y "Melhores do Setor Automotivo de 2012" premio Autodata en Brasil.

## Renault Oroch
El Renault Oroch (llamado Renault Duster Oroch hasta 2022) es la versión Pickup cuatro puertas , cinco pasajeros y con una distancia entre ejes 15,5 cm más que el Duster normal , suspensión trasera multibrazo (igual al modelo 4x4) capacidad de carga útil de 650 kg, se produce desde 2015 en Brasil solo en la versión 4x2 de momento 
Largo = 4,700m , ancho = 1,821m , alto = 1,694m , batalla = 2,829m  
Ángulo de ataque = 26º , ángulo de salida = 19,9º , altura al suelo 20,6cm

## Concept car
La «Renault Design Central Europe» presentó, en el Salón del Automóvil de Ginebra de 2009, un concept car conocido como Dacia Duster.
El Dacia Duster fue el primer concept car diseñado por completo por Dacia, desde que está controlada por Renault. Este prototipo conceptual se caracterizaba por ofrecer un considerable espacio interior de 470 litros, en un chasis compacto Este prototipo se equipaba con un motor eficiente, que emitía 139 gramos de dióxido de carbono por kilómetro y un consumo de combustible de 5,3 litros por cada 100 kilómetros.
El concept car del Duster montaba un motor que ya equipaban otros modelos como el Dacia Logan, de 1,5 litros de 4 cilindros en línea y 106 cv. de potencia a 5400 rpm. Este concept car se situaba en un precio de alrededor de los 15.000 euros.

## Primera generación (2010-2017)
Diseño
El Duster se introdujo inicialmente en la versión de carreras sobre hielo preparada para el Trofeo Andros, presentada por primera vez el 17 de noviembre de 2009.  La versión de producción fue revelada a los medios de comunicación el 8 de diciembre de 2009 y posteriormente fue lanzada en el Salón del Automóvil de Ginebra en marzo de 2010. Basado en la plataforma B0, el Duster mide 4,31 metros (169,7 pulgadas) de largo, 1,82 metros (71,7 pulgadas) de ancho y tiene 210 mm (8,3 pulgadas) de distancia al suelo. Su espacio para equipaje tiene un volumen de hasta 475 litros (16,8 pies cúbicos), mientras que con el asiento trasero plegado e inclinado hacia adelante, su capacidad de carga puede superar los 1.600 litros (57 pies cúbicos).
La primera generación del Duster se ofrecía con tracción en dos o cuatro ruedas. Las variantes 4x4 hacen uso del sistema de tracción total de Nissan, que permite al conductor elegir entre tres modos de conducción diferentes: Auto, en el que la tracción trasera se activa automáticamente en caso de que las ruedas delanteras pierdan agarre, Lock, el eje trasero gira a la misma velocidad que el delantero, y 2WD donde la transmisión se bloquea en la tracción delantera para obtener la máxima eficiencia de combustible.

### Galería

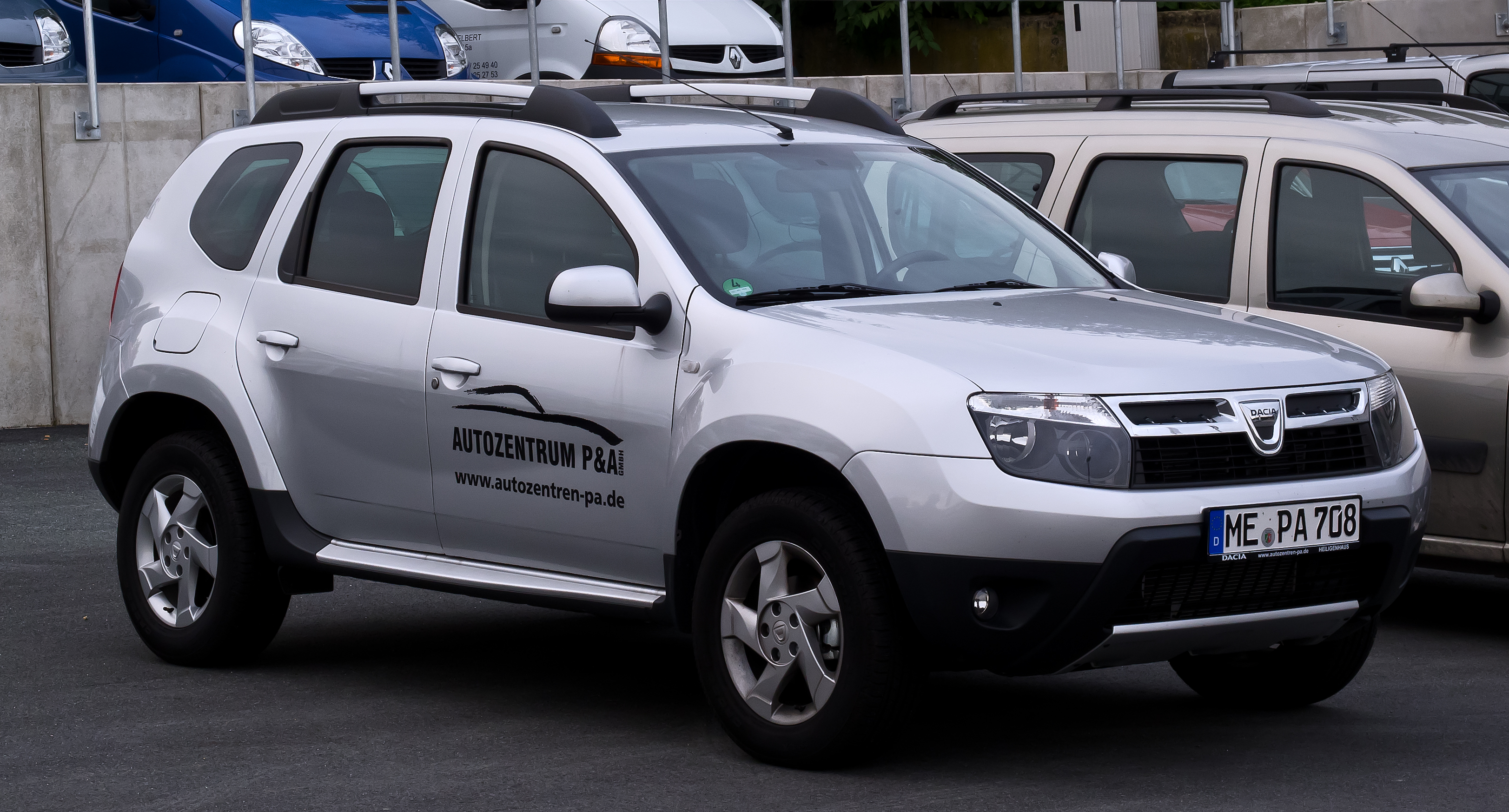
Vista delantera
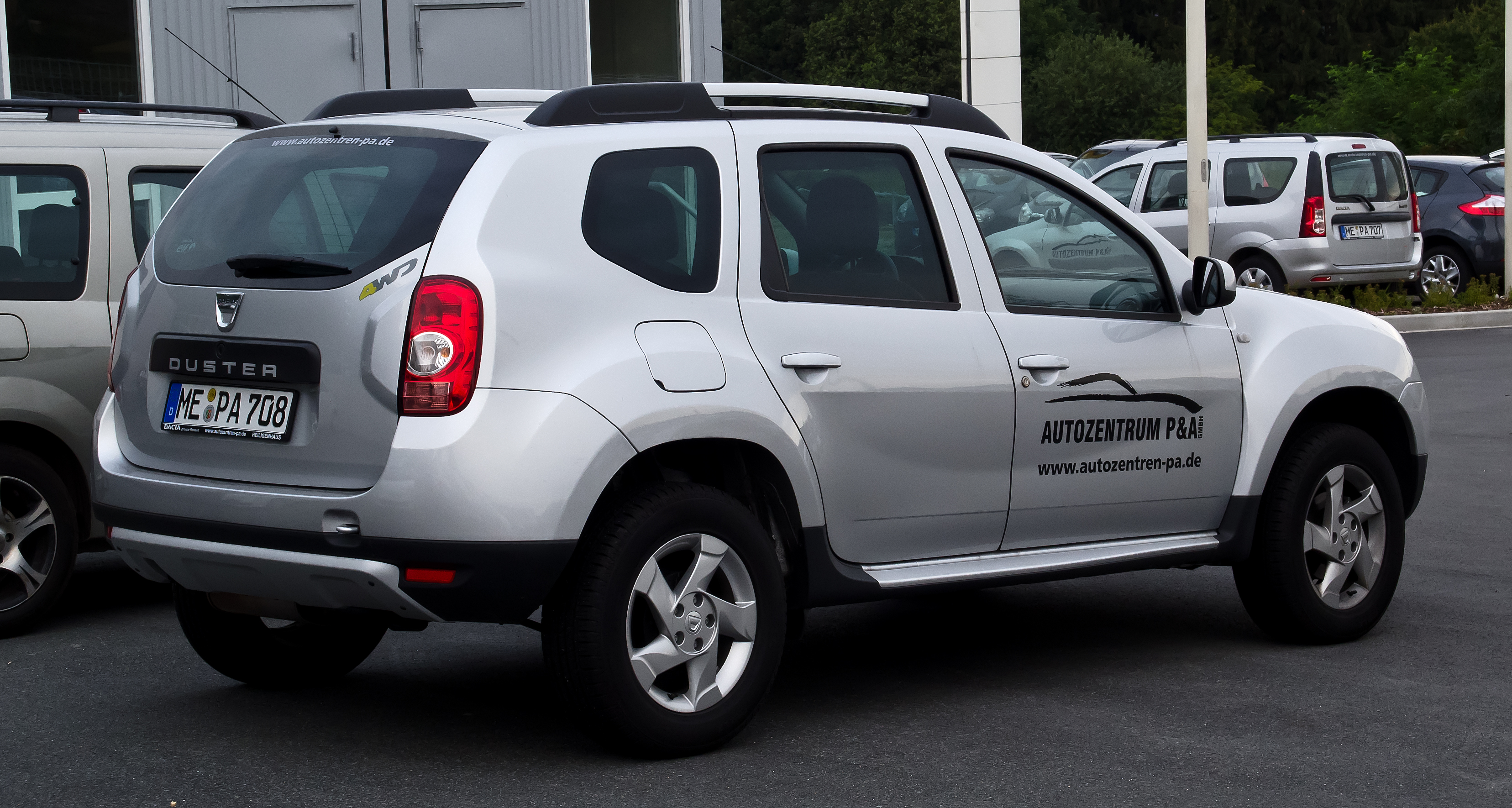
Vista trasera

### Comercialización y producción

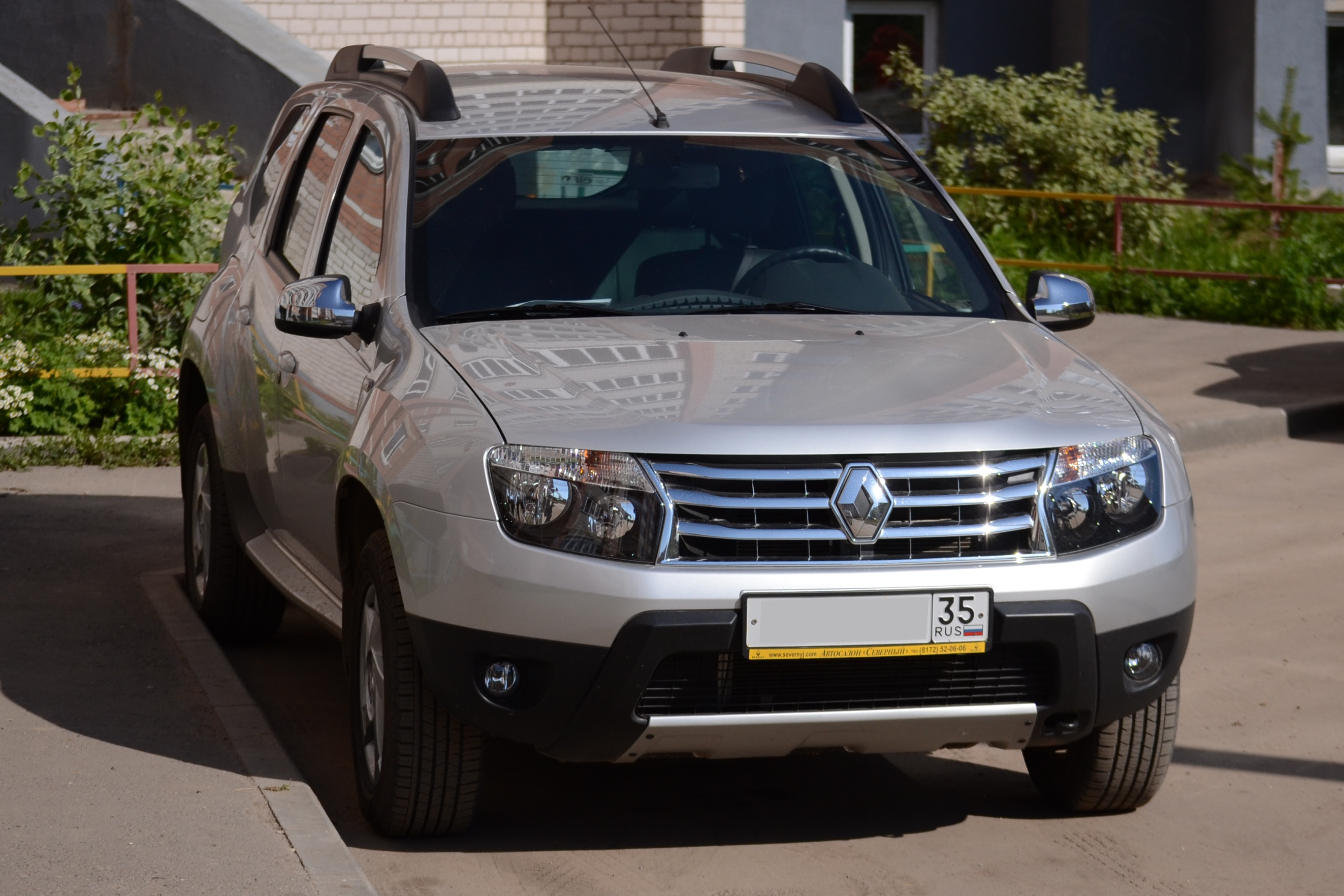
Variante del Duster en venta en México, países centro y sudamericanos, el Renault Duster.

El Dacia Duster se empezó a comercializar en la Unión Europea, Turquía, Argelia, Marruecos y Macedonia en marzo de 2010, con un rango de precios empezando desde 11.900 € (o 10.500 € en el mercado Rumano) para la versión de tracción de dos ruedas, y desde 13.900 € (o 12.300 € en el mercado Rumano) para la versión 4x4. Hubo numerosos retrasos en las primeras unidades debido a la alta demanda que se produjo durante su lanzamiento. El tiempo de espera desde que se reservaba hasta que lo entregaban podía ascender a 12 meses.
Desde junio de 2010, el Duster también estuvo disponible en Rusia, Ucrania, Israel, Jordania, Siria, Egipto y el Líbano, Hispanoamérica y en algunos países africanos, bajo la marca Renault.

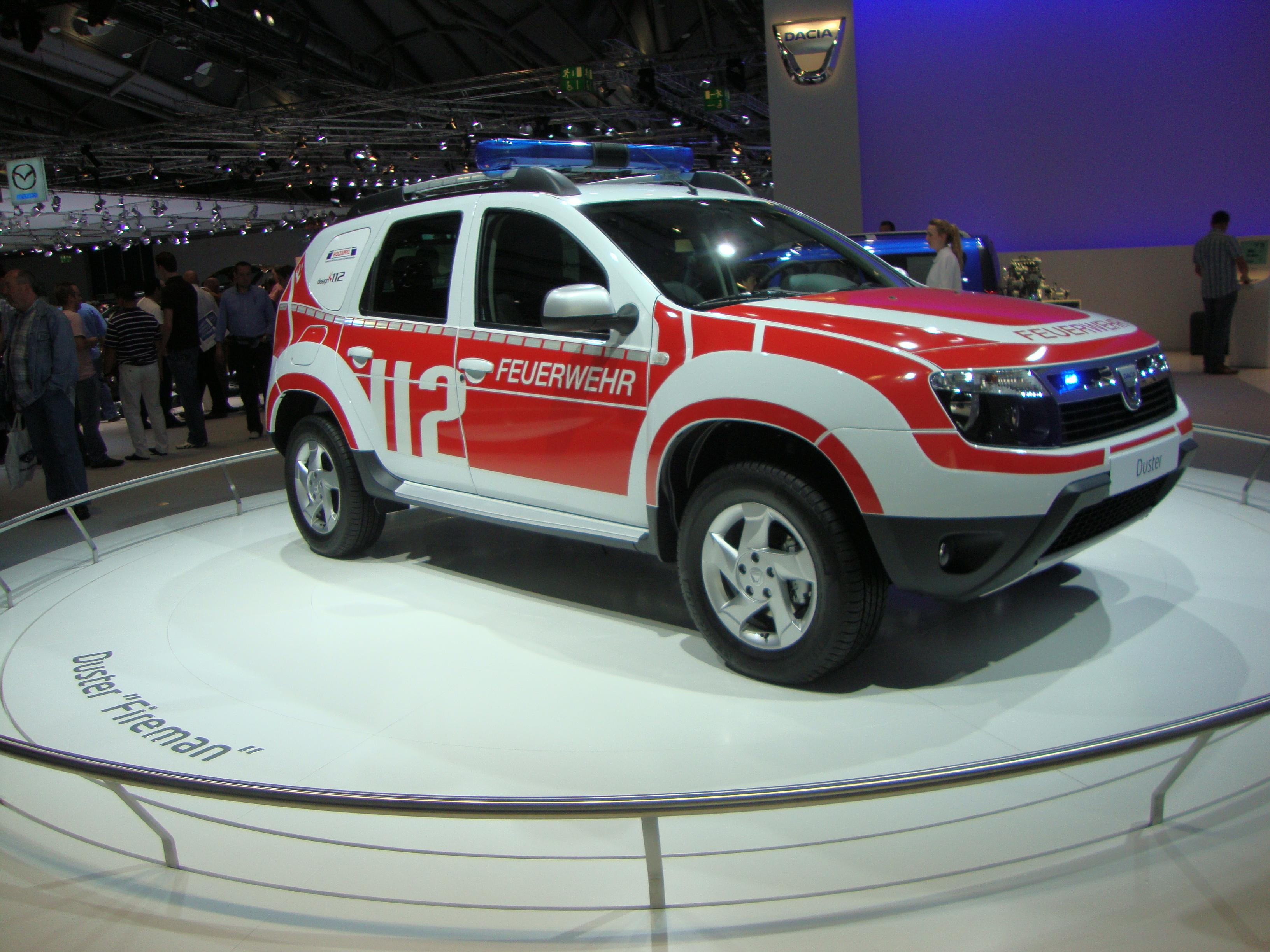
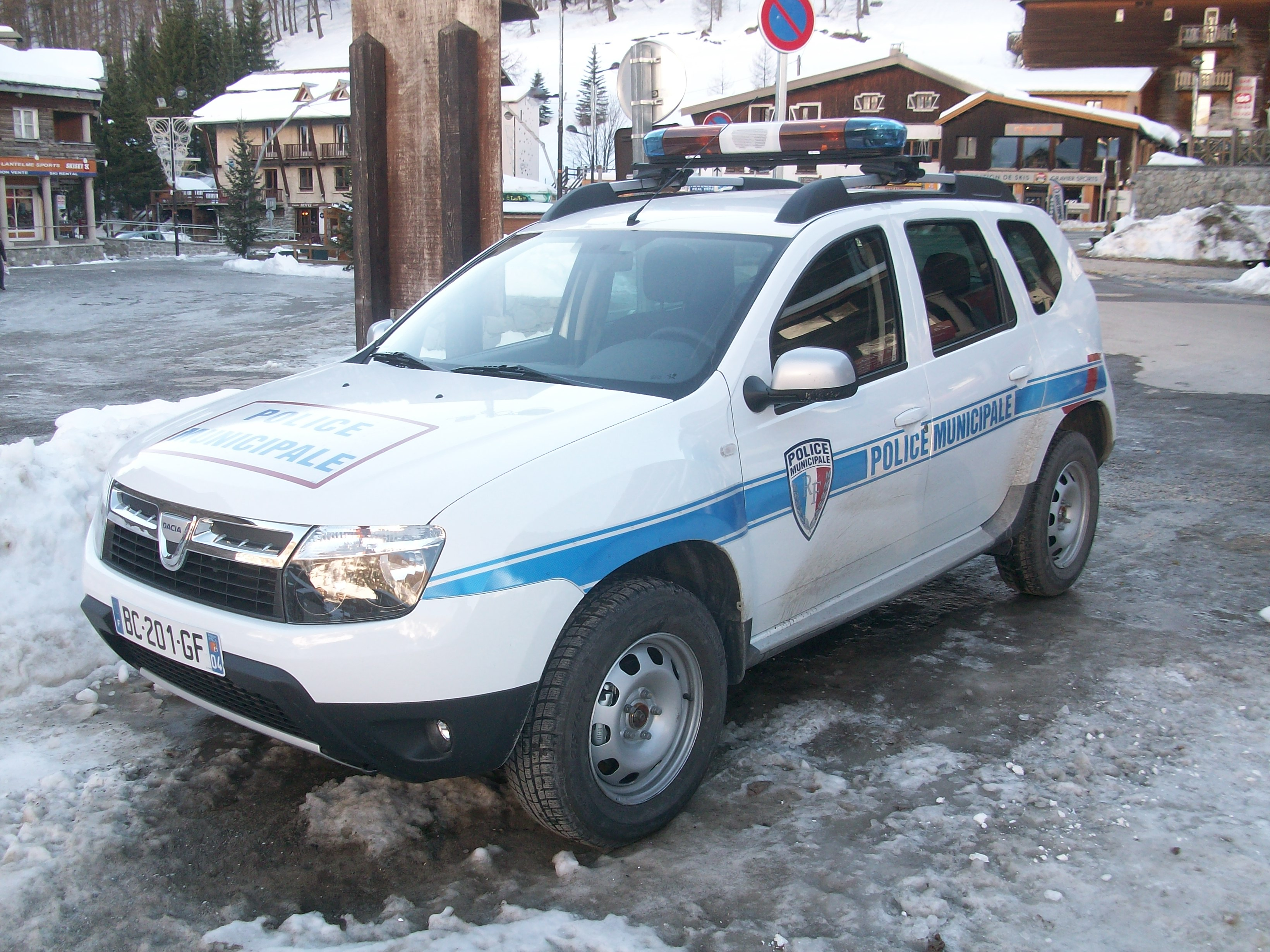

#### Reino Unido
También se ha confirmado que en el año 2012, se comercialice una versión con el puesto de conducción en el lado derecho, para el mercado del Reino Unido, que permitirá también comercializarse en otros países, como India vendida como Dacia Duster.

#### Colombia
En marzo de 2012 comienza su ensamblaje y comercialización en Colombia, en las versiones 1.6 y 2.0, ambas a gasolina con opción de tracción a las ruedas delanteras o a las 4, y desde la planta de SOFASA en Envigado, se exporta a países como México, Ecuador, Venezuela, Bolivia, Perú, Chile, y Argentina. Actualmente esta camioneta es una de las más vendidas tanto en Colombia, como en sus mercados de exportación gracias a su robustez y precio. Por su tamaño, su competencia directa son el Chevrolet Tracker/Trax y el Ssangyong Korando, pero por precio y motorización su competencia más cercana son el Ford EcoSport, el Great Wall Haval, y el Chery Tiggo Es comúnmente usada como patrulla de policía, en el servicio público especial de pasajeros, así como un vehículo de servicio de transporte alternativo proporcionado por Uber.[cita requerida]

#### Brasil
Su producción comenzó en 2011 por Renault do Brasil para ser exportada a los mercados del Mercosur. La camioneta rápidamente se volvió popular por su bajo coste de mantenimiento siendo una de las más populares. Durante el salón de Sao Paulo se presentó un concept car llamado Renault Duster Oroch diseñado por el equipo de diseño de Reanult en Latinoamérica, poseía una carrocería Pick Up de 4 puertas pintada en color blanco con detalles de color naranja fosforescente, al igual que en Colombia la camioneta funciona como carro de policía.

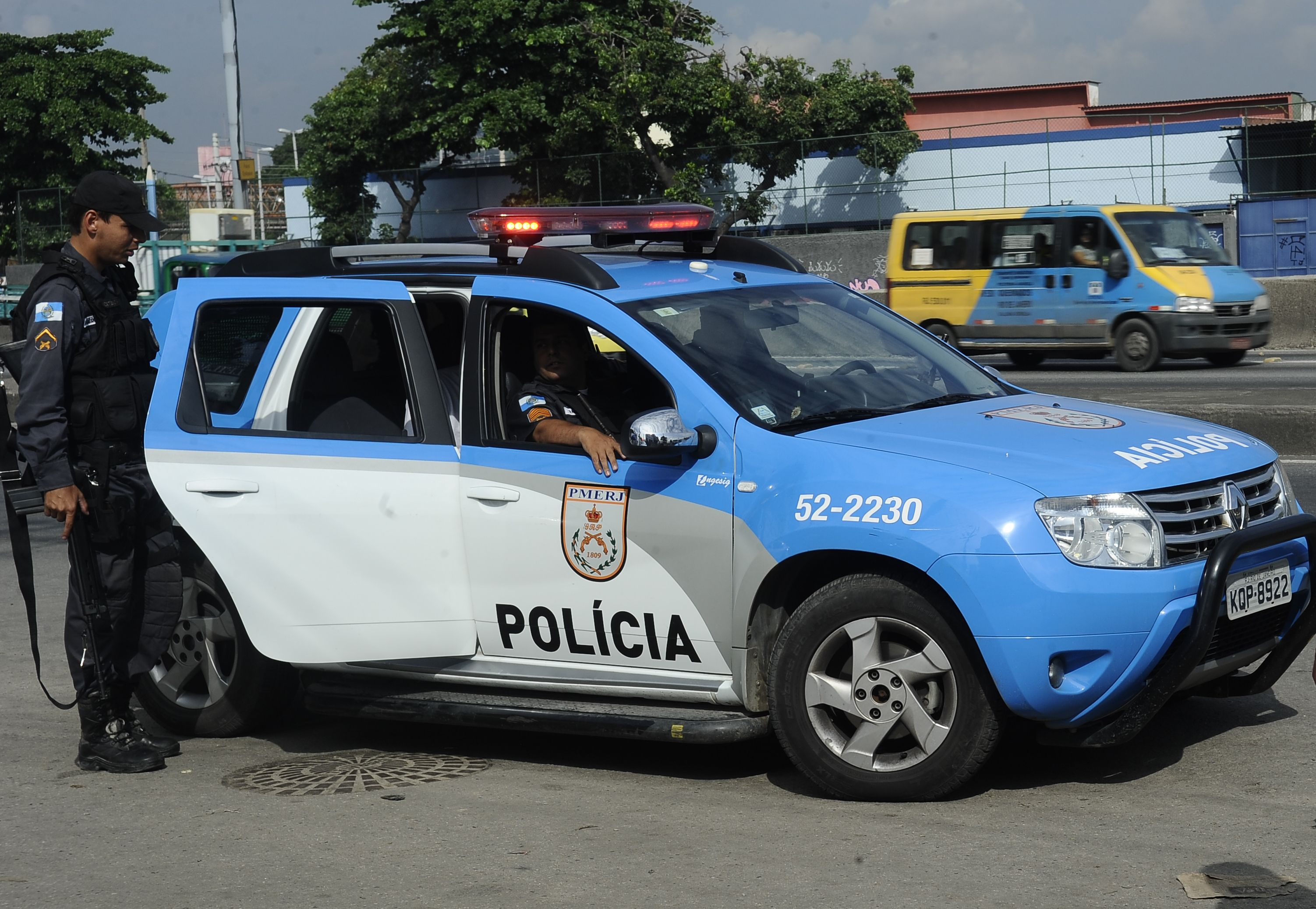
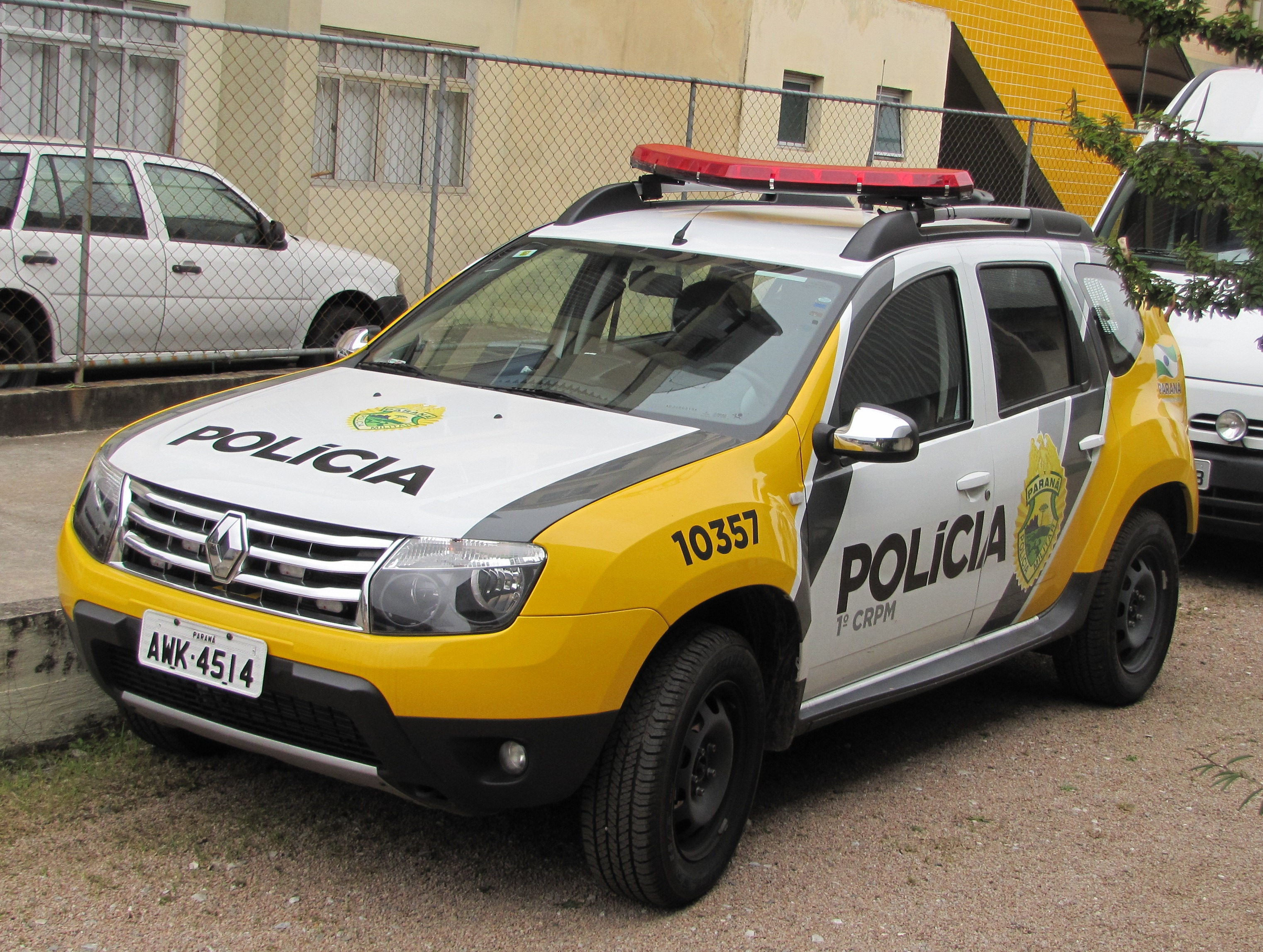

En octubre de 2011 se lanza en Argentina como Renault Duster.
Con tan solo cuatro años de producción en 2014 llegó a un millón de unidades entre Dacia y Renault.
Tiene como rivales a modelos como el Citroën C4 Cactus, el Peugeot 2008, el Opel Mokka, el Renault Captur.

## Segunda generación (2017-presente)
La segunda generación se anunció entre el 14 y 24 de septiembre de 2017 en el Salón del Automóvil de Fráncfort, y los modelos de producción llegaron al mercado Rumano en noviembre de 2017. El nuevo modelo tiene casi las mismas dimensiones y está construido sobre la misma Plataforma B0 que la primera generación. Aunque es casi idéntico en términos de dimensiones, según el jefe de diseño de Renault, Laurens van den Acker, todos los paneles de la carrocería son nuevos. El diseño interior se ha renovado y el ruido interior se ha reducido a la mitad que la primera generación. Tiene casi el mismo volumen de maletero de 455 litros en las versiones con tracción a las dos ruedas, o 376 litros en las versiones con tracción a las cuatro ruedas, y un espacio de almacenamiento total dedicado de 28,6 litros. En 2021 se presentó una versión renovada. 
Ahora cuenta con una dirección asistida eléctrica, un sistema de cámaras MultiView que consta de cuatro cámaras, sistema de advertencia de punto ciego, control de clima automático, sistema de entrada y encendido sin llave, y luces de circulación diurna. Se ha aumentado la distancia al suelo y también se ofrece un sistema de asistencia de arranque en pendiente, así como control de descenso de pendientes. El nivel de equipamiento superior cuenta con llantas de 17 pulgadas. El modelo Comfort de gama media ofrece de serie Bluetooth, aire acondicionado, SatNav, sensores de aparcamiento traseros, cámara trasera, control de crucero, caja de cambios de seis velocidades, llantas de aleación, asientos delanteros deportivos. 
Conserva las versiones modificadas de los mismos motores diésel de 1.5 litros y gasolina de 1.6 litros y 1.2 litros que el modelo saliente. El diésel se puede acoplar a una transmisión automática de doble embrague (EDC). Los mercados del CCG y varios mercados latinoamericanos siguen ofreciendo un motor de gasolina de 2.0 litros como opción principal; este motor no está disponible en Europa, donde no cumple con los requisitos deCO2, emisiones y consumo de combustible. 
En 2018, Renault lanzó por primera vez en toda su gama Dacia su nuevo motor turbodiésel commonrail de 1.5 litros modificado que cumple con la norma Euro 6. Para mantener bajas sus emisiones de NOx, este motor requiere la inyección de líquido AdBlue en el sistema de escape. 

### Seguridad

#### Latin NCAP
El Duster fabricado en Brasil o Rumania en su versión Hispanoamericana más básica recibió una calificación de 0 estrellas de Latin NCAP en 2021 (similar a Euro NCAP 2014).

#### Euro NCAP
El Duster en su versión europea estándar recibió una calificación de 3 estrellas de Euro NCAP en 2017.

## Motorizaciones
Los diferentes motores, todos de cuatro cilindros; son de origen Renault. Dichos propulsores cumplen la norma sobre estándar de emisiones Euro 5. Los modelos diésel tienen un filtro de partículas diésel/FAP instalado para cumplir con dicha normativa. En 2019 se incorporó un motor de gasolina 1.0TCE de tres cilindros inicialmente con 100CV y luego rebajado hasta 92CV. Existe una versión del 1.0 100CV que puede funcionar con GLP. El resto de mecánicas han cambiado actualmente en Europa, usando en diésel el 1.5 bluedci en potencias de 95 y 115CV. En gasolina además del 1.0 3 cilindros, se usa un 1.3TCE 4 cilindros con potencias de 130 y 150CV, sustituyendo al 1.2TCE de 125CV.
En México, se comercializa con un motor 2.0 de 134 Hp.
En 2020 Renault lanzó en Brasil con motorización a gasolina 1.3 tubo, la cual fue también empezada a ser fabricada en Colombia en 2021. la adecuación de la planta de ensamblaje en Envigado Colombia, tuvo una inversión de 100 millones de dólares. 
| Modelo                  | Cilindraje | Potencia motora | Velocidad tope (máxima) | Aceleración de 0 a 100 km/h | Consumo     | Emisiones de CO² | Tracción    | Fecha de introducción |
| ----------------------- | ---------- | --------------- | ----------------------- | --------------------------- | ----------- | ---------------- | ----------- | --------------------- |
| Motores a gasolina      |            |                 |                         |                             |             |                  |             |                       |
| K4M 1.6 16V 105         | 1598 cm³   | 77 kW (105 PS)  | 165 km/h                | 11,8                        | 7,1 l       | 165 g/km         | 4×2 JR5     | desde 03/2010         |
| K4M 1.6 16V 105         | 1598 cm³   | 77 kW (105 PS)  | 160 km/h                | 12,8                        | 8,0 l       | 185 g/km         | 4×4         | desde 03/2010         |
| 1.2Tce 16V              | 1199 cm³   | 92kW (125 PS)   | 172 km/h                | 10,2                        | 6,2 l       | 143 g/km         | 4x2         | desde 11/2013         |
|                         | 1199 cm³   | 92kW (125 PS)   |                         |                             |             |                  | 4x4 TL8 000 | desde 2014            |
| F4R 2.0 16V             | 1998 cm³   | 103kW (138 Ps)  | 178 km/h                | 10,7                        |             |                  | 4x2         | desde 9/2011          |
|                         |            | 103kW (138 Ps)  | 176 km/h                | 11,1                        |             |                  | 4x4         | desde 9/2011          |
| Gasolina + GPL          |            |                 |                         |                             |             |                  |             |                       |
| K4M 696 1.6 16V 105 LPG | 1598 cm³   | 77 kW (105 PS)  | 162 km/h                | 12,8                        | 7,2 (9,1) l | 167 g/km         | 4×2         | desde 05/2011         |
| Motores a Diésel        |            |                 |                         |                             |             |                  |             |                       |
| K9K 796/830 dCi 85      | 1461 cm³   | 63 kW (86 PS)   | 156 km/h                | 13,9                        | 5,1 l       | 135 g/km         | 4×2 JR5     | 03/2010–09/2010       |
| K9k 884/892 dCi 90      | 1461 cm³   | 66 kW (90 PS)   | 156 km/h                | 13,8                        | 5,0 l       | 130 g/km         | 4×2         | desde 03/2010         |
| K9k 884/892 dCi 90      | 1461 cm³   | 66 kW (90 PS)   | 158 km/h                | 14,9                        | 5,3 l       | 139 g/km         | 4×4         | desde 03/2010         |
| K9K dCi 110             | 1461 cm³   | 79 kW (107 PS)  | 171 km/h                | 11,8                        | 5,3 l       | 139 g/km         | 4×2         | desde 03/2010         |
| K9K dCi 110             | 1461 cm³   | 81 kW (110 PS)  | 168 km/h                | 12,5                        | 5,6 l       | 145 g/km         | 4×4 TL8 000 | desde 03/2010         |

## Variantes

### DusterNo Limit's
El Dacia Duster “No Limit”, es un prototipo único con 850 CV que ha competido en la mítica subida al Pikes Peak, el 26 de junio del 2011 quedando en tercera posición en la clasificación.
El motor de 850 CV es un motor Nissan VR 38 DETT (el mismo 3.8 V6 del Nissan GT-R) modificado para la de Subida más famosa del Mundo. El tres veces campeón del Trofeo Andros, Jean-Philippe Dayraut, fue el encargado de pilotarlo logrando una merecida 3.ª Plaza en la clasificación General del Pikes Peak International Hill Climb.

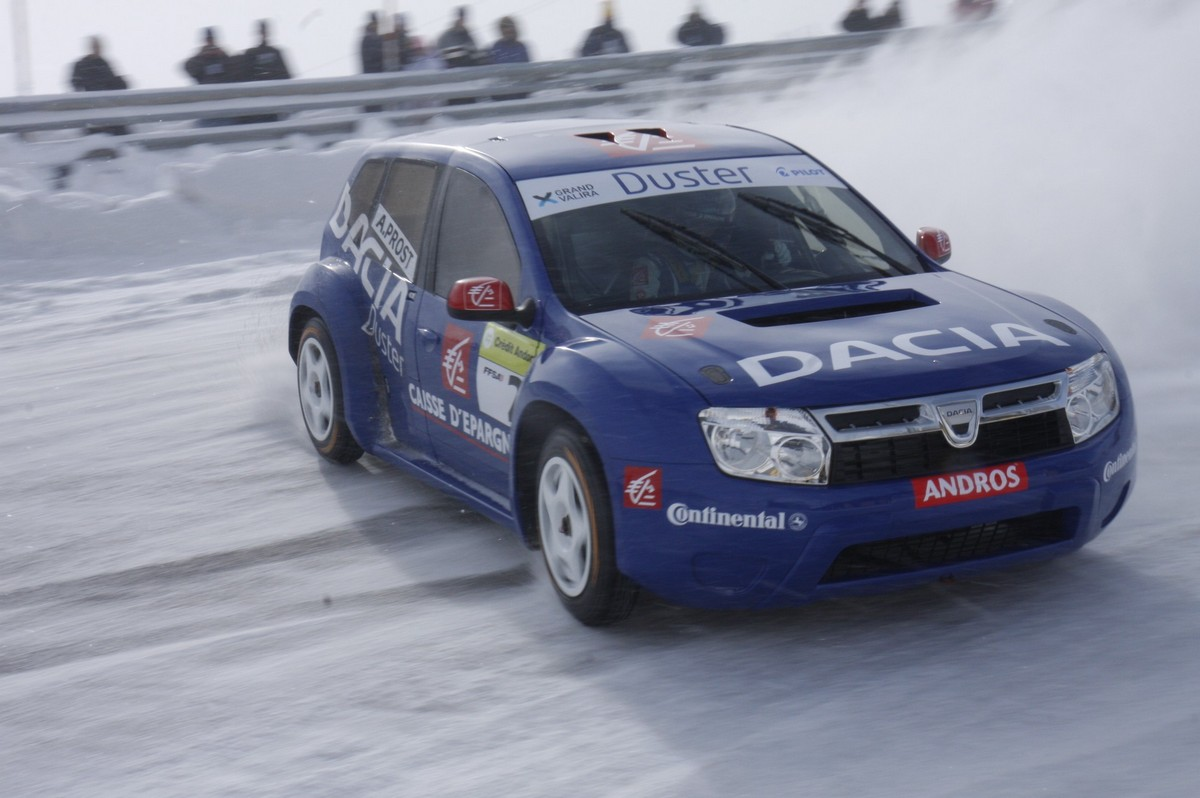
Dacia Duster Andros.

### Duster 4x4 Raid T1
- Piloto Kike Bonafonte
- Motor Renault V6 3.500cc 330cv preparado por Oreca
- Carrocería Duster modificada con bastidor multitubular de acero aeronáutico
- Caja de cambios 6 velocidades secuencial Sadev
- Diferenciales regulables LSD Sadev
- Suspensión McPherson independiente a las 4 ruedas, dos amortiguadores por rueda Ohlins
- Neumáticos 235/85 R16
- Electrónica regulable Motec
- Medidas alto/1815, ancho/2000, largo/4315, peso 1850kg/mínimo FIA T1

## Tercera Generación
En octubre de 2020, Dacia anunció oficialmente el inicio del desarrollo de la tercera generación del Duster, destinada a reemplazar al modelo vigente desde 2017. Desde etapas tempranas del proyecto, se anticipó que esta nueva versión prescindiría por completo de motorizaciones diésel, en línea con las tendencias de electrificación y sostenibilidad del grupo Renault.
Durante el año 2023, diversos prototipos camuflados fueron avistados en pruebas dinámicas sobre vías públicas, lo que evidenció el avance del programa de desarrollo. En junio de ese mismo año, representantes de la marca confirmaron que ya se había iniciado la producción de unidades de pre-serie, como paso previo a la fabricación en serie.
La tercera generación del Dacia Duster fue presentada oficialmente el 29 de noviembre de 2023 en Portugal, marcando un hito en la evolución del modelo. Su debut ante el público general se programó para febrero de 2024, en el marco del Salón Internacional del Automóvil de Ginebra. En los días previos al evento de lanzamiento, se difundieron en línea imágenes del diseño exterior y un video promocional, lo que generó gran expectativa en medios especializados y entre entusiastas del modelo. La nueva generación tuvo un éxito increíble desde el principio, con el modelo GPL que conquistó el mercado, también gracias a una posibilidad de financiación nunca vista antes. Una señal clara por parte de la marca, decidida a llegar al mayor número posible de personas, sin pesar demasiado en sus bolsillos.